# Chalinolobus picatus
Chalinolobus picatus är en fladdermusart som först beskrevs av Gould 1852 och som ingår i släktet Chalinolobus och familjen läderlappar. Inga underarter finns listade i Catalogue of Life.
Denna fladdermus förekommer i östra Australien. Den vistas på lågland och i kuperade områden på upp till 400 meters höjd över havet. Habitatet utgörs av öppen skog med akacior och eukalyptus eller hårdbladsväxter i närheten av vatten samt andra liknande öppna landskap med enstaka träd och vattensamlingar.
Individerna vilar i trädhålor eller i byggnader som sällan besöks av människor. Fladdermusen bildar kolonier med 5 till 50 medlemmar.
Populationen minskar och IUCN kategoriserar arten som nära hotad. Det största hotet utgörs av habitatförstöring.